# Harrinson Robel Bernárdez
Robel Bernárdez (Santa Fe, Departamento de Colón, Honduras, 14 de mayo de 1997) es un futbolista hondureño. Juega de defensa central y su equipo actual es el Lobos UPNFM de la Liga Nacional de Honduras.

## Trayectoria
Es hijo del exjugador y seleccionado nacional, Robel Bernárdez. Comenzó su carrera en las reservas de Motagua. A mediados de 2017, producto de sus destacadas actuaciones en el torneo de reservas, fue ascendido al primer plantel por decisión técnica de Diego Martín Vásquez. Debutó el 23 de julio de 2017 durante un amistoso de pretemporada contra el costarricense Saprissa, el cual finalizó con empate de 2 a 2; Bernárdez anotó uno de los goles del «azul profundo». El 1 de octubre de 2017 hizo su debut oficial en el triunfo de visita por 2 a 0 sobre Real Sociedad.

## Clubes
| Club          | País     | Año         |
| ------------- | -------- | ----------- |
| Motagua       | Honduras | 2017 - 2019 |
| Real de Minas | Honduras | 2019 - 2020 |
| Motagua       | Honduras | 2020 - 2021 |
| Real de Minas | Honduras | 2021 - 2022 |
| Lobos UPNFM   | Honduras | 2022 - 2024 |
| Real Sociedad | Honduras | 2024 - ?    |

## Palmarés

### Campeonatos nacionales
| Título    | Club    | País     | Año  |
| --------- | ------- | -------- | ---- |
| Supercopa | Motagua | Honduras | 2017 |